# Paseo Cornisa de Algeciras
El paseo Cornisa es un parque situado en la localidad de Algeciras (provincia de Cádiz) España, inaugurado en mayo de 2007.
El paseo Cornisa ocupa algo más de un kilómetro lineal entre la punta del Cementerio y la punta del Almirante en el norte de la ciudad junto al viejo cementerio y paralelo a la Playa del Barranco que comunica la desaparecida playa de Los Ladrillos con la playa de El Rinconcillo.
El terreno sobre el que discurre el parque está compuesto por una serie de terrazas elevadas unos veinte metros sobre el nivel del mar de materiales sedimentarios correspondientes a antiguas playas cuaternarias. En su suelo han sido localizados varios restos líticos pertenecientes a culturas de cazadores recolectores paleolíticos, lo que permite situar aquí asentamientos estacionales probablemente relacionados con comunidades dedicadas al marisqueo.
Dentro del paseo se encuentra la llamada Torre del Almirante, base de operaciones del Almirante Don Egidio Boccanegra de la escuadra genovesa durante el cerco a la ciudad de Al-Yazirat Al-Hadra en 1344 por parte de Alfonso XI.
Junto a la torre se encontraba durante el siglo XVIII la Batería de La Almiranta que defendía la entrada al puerto de Algeciras desde el norte y que formó parte de la defensa de la ciudad durante la Batalla de Algeciras junto al resto de las baterías de costa, los restos de esta batería se encuentran parcialmente destruidos debido a la explosión de su polvorín durante el siglo XIX que también afectó a la torre.
Sustituyendo a la batería se construyeron varios nidos de ametralladoras durante la Guerra Civil que aún se encuentran en pie; en esta misma época se vivieron alguna de las jornadas más tristes en la historia de esta zona de la ciudad pues tras el cementerio, a pocos metros de la entrada sur del paseo se encontraban los paredones de fusilamiento.

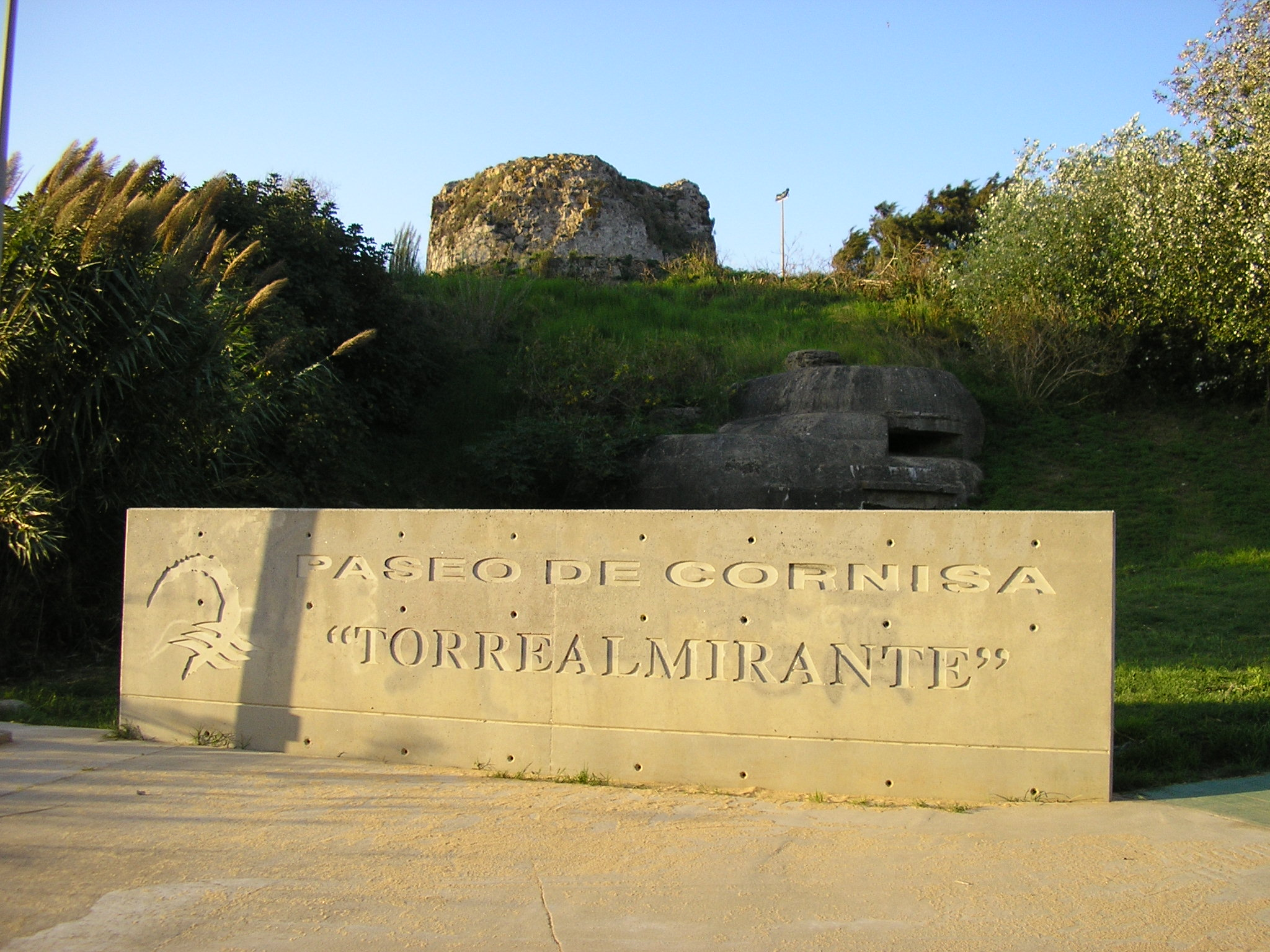

Durante el siglo XX la zona es respetada por el proceso urbanizador de la ciudad, de ese modo se construye un instituto, un colegio y unas pistas de atletismo pero se respeta el frente litoral; la zona, también conocida como El Polvorín, fue durante años un lugar de esparcimiento para los ciudadanos de Algeciras hasta que es transformada en paseo en 1998 y reformada en 2007 como paseo Cornisa, gracias a los convenios de colaboración firmados entre la Autoridad Portuaria de la Bahía de Algeciras y el Ayuntamiento de la ciudad.
El equipamiento del parque ha procurado resolver las demandas ciudadanas de la cercana barriada de San José Artesano mediante la incorporación de un parque infantil y un parque de adultos con máquinas de ejercitación física. El mobiliario consiste en papeleras, bancos y catalejos gratuitos desde los que se pueden observar los movimientos de las grúas del puerto.
Las especies vegetales utilizadas en el paseo son por un lado las propias de la región, sobre todo plantas rastreras y por otro lado árboles de gran porte como Casuarina, Plátano de sombra, y varias especies de Ficus.